# Compost de alperujo
La molturación de la aceituna en el proceso de extracción del aceite de oliva genera un subproducto pastoso, el alperujo, con cierta capacidad contaminante de los suelos y de las aguas subterráneas y superficiales. Actualmente su tratamiento más frecuente es la valorización energética.
Una alternativa de gestión más acorde con la conservación de los recursos naturales es el compostaje, un proceso que estabiliza el subproducto, haciéndolo apto para su uso como enmienda orgánica.
En Andalucía se originó esta iniciativa de compostar alperujos por la paradoja detectada en el olivar ecológico.
Por un lado se necesitaban productos adecuados para fertilizar y enmendar orgánicamente los suelos; por otro las almazaras debían asumir los costes de transportar los alperujos a orujeras o plantas de valorización energética.
Con los resultados obtenidos y difundidos por distintos grupos de investigación, algunas almazaras iniciaron experiencias previas de compostaje de alperujos y solicitaron apoyo a la Administración para implementarlas.
Desde 2002 se ha estado dando asistencia técnica en Andalucía, con un número creciente de almazaras que compostan.
Son generalmente pequeñas o medianas plantas de compostaje para autoconsumo, casi siempre con sistema abierto de pilas volteadas y mezclando alpeorujo con hoja de la limpieza de la aceituna y estiércol. Se construyen en terreno propio cercano a la almazara.
El alpeorujo compostado, independientemente del tipo y dosis del material estructurante, es una excelente fuente de materia orgánica (típicamente > 50 % peso seco) con características similares a otros tipos de compost comerciales.
Los múltiples beneficios que tiene la aplicación regular de compost de alperujo en el suelo, son aquellos ligados al aporte de materia orgánica estable, y se aprecian a medio-largo plazo (a corto plazo en suelos empobrecidos en materia orgánica como los andaluces).
Por otra parte, el compost de alperujo es una excelente fuente de nutrientes, especialmente potasio y fósforo, y su descomposición libera lentamente, a modo de dosificador, nitrógeno reduciéndose sus pérdidas por lixiviación.
El impulso del sector de la olivicultura ecológica al compostar los alperujos ha generado el apoyo de la Administración en Andalucía y la creación de un Grupo de Trabajo de intercambio de experiencias con el objetivo de transferir la información existente y la que se siga generando sobre esta técnica a los interesados.

## Estudio sobre compostaje en Andalucía
Las Consejerías de Medio Ambiente y de Agricultura establecieron un estudio sobre el compostaje del alperujo en cooperativas de tamaño grande (Olivarera Los Pedroches, Arbequisur), como en almazaras pequeñas y medianas (Las Valdesas, Núñez de Prado), para contrastar los métodos y medios de elaboración, así como el grado de maduración obtenido. Se contabilizó el número de volteos y riegos aplicados al compost, así como los materiales de mezcla. Posteriormente se realizó una analítica para comprobar los resultados.
De los resultados de la analítica, uno de los valores más importantes es la relación carbono/nitrógeno (C/N), ya que indica el grado de maduración de un compost: cuanto menor sea la relación, más maduro está el compost, y mejores cualidades como abono tiene. En algunas ocasiones, para alcanzar dicha relación se le añade al compost estiércol o gallinaza, que poseen altas concentraciones de nitrógeno.